# William Morice (1602-1676)
Sir William Morice (6 novembre 1602 - 12 décembre 1676) de Werrington, dans le Devon, est un homme d'État anglais et théologien. Il exerce les fonctions de secrétaire d'État du département du Nord et de Lord du Trésor de juin 1660 à septembre 1668.

## Biographie

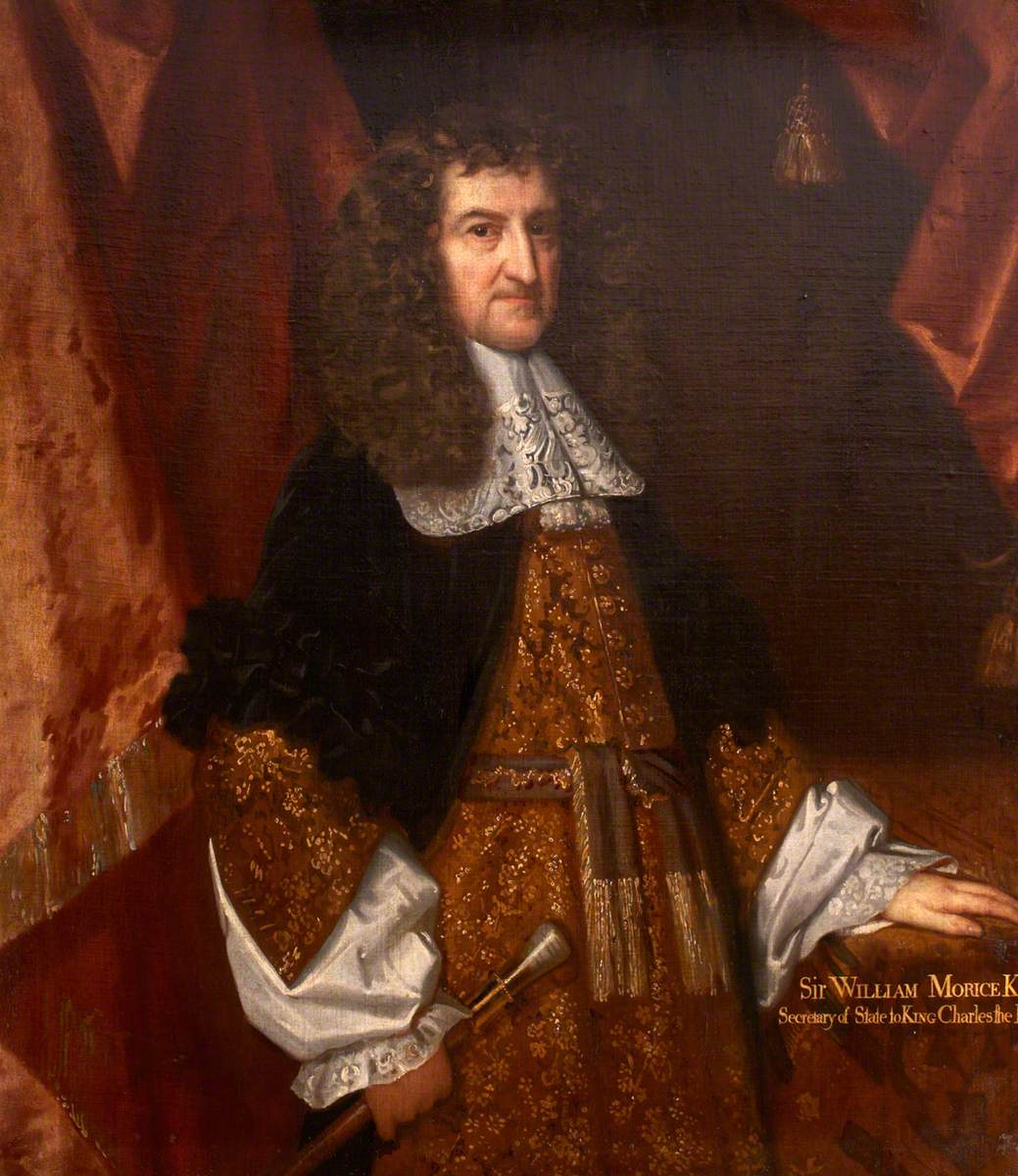
Portrait de Sir William Morice par Jacob Huysmans

Il fait ses études à Exeter College, Oxford. Il esté élu député pour le Devon pour pourvoir un poste vacant en 1648, mais est exclu à la Purge de Pride en décembre de cette année, probablement avant d'avoir pris son siège. Néanmoins, il est nommé haut-shérif de Devon en 1651 et est réélu au Parlement en tant que député du Devon au Parlement du premier protectorat élu en 1654. Par la suite, il représente de nouveau le Devon au Parlement du Deuxième Protectorat, et Newport (Cornwall) au Parlement du Troisième Protectorat .
Parent du général Monck, il assiste à la restauration et est anobli en 1660. Il est également nommé conseiller privé et secrétaire d'État du Département du Nord, poste qu'il occupe jusqu'à sa démission en 1668. Apparemment, il est un ministre peu influent, mais il justifie son mandat par son utilité à la Chambre des communes. Lors du Parlement de la Convention de 1660, il est réélu à Newport, mais également à Plymouth, qu'il choisit de représenter, et est député de cette ville jusqu'à sa mort, 16 ans plus tard .
En 1657, pendant le Commonwealth, il publie traité sur l'administration de la Sainte-Cène à tous les membres de l'église .

## Mariage et enfants
Il épouse Elizabeth Prideaux, fille de Humphrey Prideaux (vers 1573-1617) de Soldon, et Honor Fortescue, dont il avait des enfants, dont 
- William Morice (1er baronnet) (1628-1690), fils aîné et héritier, député, créé baronnet en 1661.
- John Morice (v. 1630–1705), député.
- Nicholas Morice (c.1640-1712), député.
- Anne (bc1653), qui épouse Sir John Pole, 3e baronnet
- Thomasine, qui épouse Sir Walter Moyle